# World Socialist Web Site
Le World Socialist Web Site est l'organe de nouvelles et d'analyse du Comité international de la Quatrième Internationale (CIQI). Il participe aux campagnes électorales des différents Partis de l'égalité socialiste.
Le site ne reçoit pas de subventions d'entreprises et ne diffuse aucune publicité. Il tire l'argent nécessaire à son fonctionnement des dons de lecteurs et de militants.
En ligne depuis 1998, le site entend proposer des analyses approfondies sur les événements mondiaux d'actualité, ainsi que des commentaires historiques, culturels et politiques sur des situations présentes ou passées.
Le militant trotskiste David North occupe la place de responsable éditorial du site.